# Pneumatopteris parksii
Pneumatopteris parksii är en kärrbräkenväxtart som först beskrevs av Harvey Eugene Ballard, och fick sitt nu gällande namn av Holtt. Pneumatopteris parksii ingår i släktet Pneumatopteris och familjen Thelypteridaceae. Inga underarter finns listade.